# 朴次茅斯座堂
朴次茅斯座堂（英語：Portsmouth Cathedral）是位於英國英格蘭城市朴次茅斯的一座英格蘭教會教堂，是聖公會朴次茅斯教區的主教座堂。這是朴次茅斯的兩座主教座堂之一，另外一座是天主教的聖史若望主教座堂。

## 外部連結
- Official site （页面存档备份，存于）
- Cathedral Innovation Centre
- Flickr images tagged Portsmouth Cathedral （页面存档备份，存于）
- 32 Cathedral Images With Descriptions